# Pseudoleskeopsis tosana
Pseudoleskeopsis tosana là một loài Rêu trong họ Leskeaceae. Loài này được Cardot miêu tả khoa học đầu tiên năm 1913.